# مؤخر يد الحواء (نجم)
بالإنكليزية إبسيلون Epsilon Ophiuchiأو Ophiuchi ε اسمه التقليدي Yed Posterior مشتق من الاسم العربي وهو نجم في كوكبة الحواء .
.
يبعد 108 سنة ضوئية عن الأرض (بينما يبعد مقدم يد الحواء هو 170 سنة ضوئية، هو عملاق أحمر من الدرجة السابعة، القدر الظاهري له 3.3+

## خصائص
يقع مؤخر يد الحواء أقل من خمس درجات جنوب خط الاستواء السماوي في الجزء الشرقي من كوكبة الحواء. يبلغ قدر الظاهري 3.220، يمكن رصد النجم بالعين المجردة من معظم الأرض تحت سماء مظلمة بشكل مناسب. قياسات المنظر تسفر على انه يبعد مسافة تقدر ب 106.4 سنة ضوئية (32.6 فرسخ). تصنيفه النجمي G9.5 IIIb ، طيفه من مستوى الثالث يشيرا إلى أن النجم عملاقة قد استنفد الهيدروجين وتطورت بعيدا عن النسق الأساسي. هذا العملاق الاحمر كتلته ضعف كتلة الشمس، وتوسع نصف قطره أكثر من عشرة أضعاف نصف قطر الشمس، مما اعطاه لمعان حوالي 54 ضعف لمعان الشمس. تطوره استلزم حوالي مليار سنة .
على غير عادة العمالقة من الفئة G، النجم يفتقر إلى الكربون وسيانوجين. والغلاف الخارجي للنجم يبدي تذبذبات لها فترة تقدر ب 0.19 يوم ومع ذلك، لا توجد نماذج لهذا النجم تبين ما إذا كان يوليد الطاقته عن طريق الانصهار النووي الحراري للهيدروجين على طول قوقعته (محيط النواة)، أو اندماج الهيليوم في نواته (لب النواة). سرعة الدوران المتوقعة للنجم حوالي 5.7 كم S-1، وميل محور دورانه إلى خط البصر من الأرض تقع في نطاق من 41 -73 درجة.